# Langao
Langao (en chino, 岚皋; pinyin, Lán·Gāo, léase Lan-Káo) es un condado  bajo la administración directa de la Prefectura Ankang en la Provincia de Shaanxi, República Popular China.  Su área es de 1957 km² y su población total para 2010 superó los 150 mil habitantes. 

## Administración
Desde julio de 2020, el  Condado Langao se divide en 12 pueblos administrados en poblados.